# Per Hylander
Per Axel Hylander, född 25 april 1922 i Stockholm, död 15 mars 2015, var en svensk jurist som var lagman i Kristianstads tingsrätt från 1972 till 1981 samt hovrättslagman i Svea hovrätt från 1981 till 1988.
Hylander blev juris kandidat vid Uppsala universitet 1948 och genomförde tingstjänstgöring 1948–1950 innan han 1951 blev fiskal vid Svea hovrätt. Han blev byråchef vid Justitiekanslern 1966 och blev hovrättsråd 1968. Han var lagman i Kristianstads tingsrätt 1972–1980 och hovrättslagman i Svea hovrätt 1981–1988.
Hylander var son till agronom Axel Hylander och hans maka Ruth, född Kyhlén. Han var från 1953 gift med Siv, född Olausson 1925.